# 陆德
陆德（1942年6月9日—），生于陕西延安，籍贯江苏无锡，毕业于清华大学无线电系电子技术专业，科学家，享受国务院特殊津贴。

## 生平
1942年，陆德出生在陕西延安，高中时，父亲陆定一提醒他“好好学习科学技术，不要搞政治，也不要当官。”，后在清华大学无线电系毕业。1986年起，陆德调往河南省工作，曾在中国科学院高能物理研究所、河南安阳市经贸委、河南省旅游局等地工作。陆德担任过国家开发银行信息中心局局长、中国防卫科技学院副院长。2013年2月27日，陆德在《炎黄春秋》说：“我们这红二代只能执政这最后的十年了”。

## 家庭
陆德的母亲严慰冰，父亲陆定一。